# Renata Muller von Rathlef
Renata Muller von Rathlef (Barcelona, 11 de febrer de 1939 - 29 de juliol de 2021) va ser una gimnasta catalana especialitzada en gimnàstica artística.
S'entrenava i competia amb l'equip del gimnàs barceloní Blume. Durant la seva trajectòria esportiva en el món de la gimnàstica rítmica assolí el títol de campiona d'Espanya en tres edicions consecutives, els anys 1954, 1955, i 1956, i fou tercera classificada en dues ocasions, els anys 1959 i 1964. Participà en els Jocs Olímpics d'Estiu de 1960 a Roma, en el mateix equip que les catalanes Elena Artamendi, Montserrat Artamendi i Rosa Maria Balaguer. També va participar en dues edicions dels Jocs Mediterranis, als Jocs Mediterranis de 1959 i als Jocs Mediterranis de 1963. I va ser campiona estatal de salts de palanca.
En finalitzar la seva etapa de competició d'alt nivell fou professora de l'Institut Nacional d'Educació Física de Catalunya a Barcelona.

## Reconeixements
El 1972 la Federació Catalana de Gimnàstica li atorgà la medalla de plata com a mostra d'admiració per la participació el 1960 en els Jocs Olímpics.
El 2007 va ser guardonada, en la categoria de medalla de plata, amb la Reial Orde del Mèrit Esportiu.

## Relacions familiars
La relació de la seva família amb la de Joaquín Blume va ser pròxima; totes dues famílies eren d'origen alemany i també tots dues famílies es van dedicar a la gimnàstica un cop instal·lats a l'estat espanyol. El seu germà, Paul Muller, també dedicat a la gimnàstica, era un dels ocupants de l’avió que es va accidentar i en el qual morí Joaquim Blume i tot l'equip de gimnàstica espanyol que havia de competir a Roma l'any següent.